# Tricimba liepae
Tricimba liepae är en tvåvingeart som beskrevs av Ismay 1993. Tricimba liepae ingår i släktet Tricimba och familjen fritflugor. Inga underarter finns listade i Catalogue of Life.